# Hermann Schauten
Hermann Schauten (* 15. März 1905 in Düsseldorf; † 12. November 1974 in Greetsiel) war ein deutscher Maler und Grafiker.

## Leben
Hermann Schauten, erstes Kind eines gleichnamigen, aus Krefeld gebürtigen Fabrikbesitzers (* 1880) und dessen aus Den Haag stammender Ehefrau Mary, geborene van der Meer (* 1881), begann im Alter von 20 Jahren eine künstlerische Ausbildung an der Kunstgewerbeschule in Essen, der heutigen Folkwang Universität der Künste. Dort unterrichteten ihn Karl Kriete und Max Peiffer Watenphul im Malen und Zeichnen sowie Josef Urbach im Aktzeichnen. Am 10. April 1929 immatrikulierte er sich an der Kunstakademie Düsseldorf und besuchte die Klasse von Wilhelm Schmurr, mit dem ihn bis zu dessen Tod eine enge Freundschaft verband. Künstlerisch orientierte er sich jedoch stärker an dem Maler Max Clarenbach, der ebenfalls an der Düsseldorfer Akademie lehrte, Schautens Talent für die Landschaftsmalerei förderte und seinen Malstil entscheidend beeinflusste.
Wohl angeregt durch Clarenbach oder Künstler in dessen Umfeld unternahm Schauten im April 1937 zum ersten Mal eine Studienreise in das ostfriesische Fischerdörfchen Greetsiel. Ein halbes Jahr streifte er dort an der Nordsee, bereits damals unterstützt durch den Lehrer und Kunstförderer Hermann Naber (1896–1967), der dem jungen Mann in Ostfriesland Türen und Tore öffnete.
Von März 1939 bis September 1940 reiste Schauten in die Vereinigten Staaten, wo er Porträts und Landschaftsbilder
schuf, anschließend nach Japan und China. Nach einer Fahrt mit der Transsibirischen Eisenbahn durch die Sowjetunion kehrte er im November 1940 nach Kaiserswerth zurück. Von 1941 bis 1945 diente er als Soldat im Zweiten Weltkrieg. Während eines Einsatzes in den Niederlanden lernte er seine Ehefrau Betty Riepma (* 22. November 1919 in Edam; † 2010) kennen, die er am 30. März 1945 heiratete. Aus dieser Ehe ging die Tochter Elisabeth (* 14. April 1958) hervor.
Ab 1947 zog es die Schautens immer wieder nach Greetsiel. Ihren Wohnsitz bezogen sie jedoch in Wittlaer bei Kaiserswerth, in einer Künstlerkolonie an der Einbrunger Mühle. Erst wenige Jahre vor seinem Tod ließ sich Schauten in Greetsiel nieder, nachdem er dort 1971 für sich und seine Frau ein Haus gebaut hatte.
1948 trat er dem Düsseldorfer Künstlerverein Malkasten bei und beteiligte sich vor allem mit Bildern von der Küste an dessen Ausstellungen.
Nach anfänglichen Versuchen, dem modernen Vorbild seines Essener Lehrers Peiffer Wadenphul zu folgen, wandte er sich unter dem Einfluss seiner Lehrer aus der späten Düsseldorfer Malerschule um 1930 der gegenständlichen Landschaftsmalerei im Stil des Naturalismus und Impressionismus zu. Seine Porträts zeigen expressionistische Tendenzen.
Ein Schlaganfall, den Schauten am 3. Januar 1972 erlitt, lähmte seine rechte Hand und behinderte ihn dauerhaft. Im November 1974 starb er im Alter von 69 Jahren an Herzversagen. Eine Gedenkausstellung richtete der Künstlerverein Malkasten 1977 in Düsseldorf aus. In Greetsiel erinnerten in den Jahren 1979 und 1985 weitere Ausstellungen an ihn. 1995 gab es eine Retrospektive seines Werks im Museum Kaiserswerth, im Jahr 2004 dort eine weitere Ausstellung seiner Bilder zusammen mit Werken anderer Künstler.